# Tarcisio Bedini
(Tarcisio Bedini 15 febbraio 1956)
Tarcisio Bedini (Ostra, 25 marzo 1929 – Roma, 26 ottobre 1962) è stato un pittore italiano, appartenente alla famiglia di decoratori e pittori dei Bedini.

## Biografia
Era figlio di Marcantonio Bedini, a sua volta pittore, decoratore e restauratore, attivo soprattutto nel campo dell'arte sacra.
Formatosi inizialmente presso la bottega paterna, proseguì gli studi dal 1943 presso il "Tirocinio d'arte" di Macerata, dal 1946 al 1950 presso l'"Accademia Beato Angelico" di Roma e quindi presso l'Accademia di belle arti, dove si diplomò nel 1955 e dove subito dopo iniziò a lavorare come assistente alla cattedra di pittura, dove rimase fino alla morte.
Aveva realizzato i primi quadri nel 1949, avendo come modelli gli impressionisti e Cézanne e rimase anche in seguito fedele a questa tendenza.
Nell'agosto 2015 si è svolta ad Ostra, in provincia di Ancona, una mostra dal titolo "Creativita' e ricerca nella pittura di Tarcisio Bedini" volta a commemorare
l'artista.

## Opere
Di Tarcisio Bedini rimangono poco più di ottanta quadri ad olio ed una abbondante produzione di disegni a matita, gessetto, carboncino, china e pastelli
- Decorazione a tempera nel catino dell'abside della chiesa parrocchiale di Castelleone di Suasa (AN) (1952).
- Affresco nella chiesa di Sant'Antonio a Settebagni (Roma - 1959)
- Affresco nella sala consiliare del comune di Catanzaro (1961)

### Quadri e disegni
- 1947: Casa di campagna;
- 1948: La Caserma;
- 1949: Mio Padre 1, Mio padre 2, Carlo il pittore, Strada di Campagna, Paesaggio 1, Paesaggio 2, Paesaggio romano, Tetti di Torpignattara, Torpignattara;
- 1950: Tetti, Pagliacci che non ridono, Spiaggia di Rimini, Torpignattara 2, Ritratto di Alfa, Ritratto di Panni, La flagellazione, Crocifissione 1, Deposizione 1, Deposizione 2, Deposizione 3, Stabat Mater 1;
- 1951: Paesaggio romano 2, Paesaggio romano 3, Autoritratto 2, Ritratto di Alfa 2, Il violinista, Lotta con l'angelo;
- 1952: Paesaggio romano 4, Chiatte sul Tevere;
- 1953: Paesaggio a Montelibretti, Ritratto di Alfa 3, Ecce Homo 1, Angolo di studio, Ritratto di Carlo Mariani;
- 1954: Rosora 1, Santa Maria del Porto;
- 1955: Mio padre 3;
- 1956: Paesaggio in periferia, Modella, Lo spazzino, Ritratto dello spazzino, Peppe, Angelina, Ritratto grande di Angelina, Fabbrica in Sabina, Silos, Fornace, Il circo 1, Modella 2, Fornace della Sabina;
- 1957: Autoritratto grande, Cristo lavoratore 1, Studio preparatorio per Cristo lavoratore;
- 1958: La modella, Marzocca, Sant'Antonio 1;
- 1959: L'acquedotto, Tevere a Settebagni;
- 1960: Autoritratto, Autoritratto china, Mare a Marzocca, Katia, Studio per Sacro Cuore, Sacro Cuore, Pietà 1, Tevere a Roma;
- 1961: Studio per Crocifisso, Lungotevere, Ritratto 2.

### Cataloghi di mostre personali
- "Antologica omaggio di Tarcisio Bedini"' (Ancona, Palazzo del Liceo Scientifico, 29 dicembre 1969 - 6 gennaio 1969), catalogo con testi di Giovanni Maria Farroni;
- "Tarcisio Bedini (Ostra 1929 - Roma 1961)" Ostra, Palazzo Biblioteca Comunale, 24 luglio - 8 agosto 1971), catalogo con testi di Amerigo Bartoli, Alberto Ziveri, Valerio Mariani, Vittorio Scorza, Cipriano Efisio Oppo, Bruno da Osimo;
- "Tarcisio Bedini" (Ancona, Atelier dell'Arco Amoroso, 23 novembre - 12 dicembre 1991), catalogo con testi di Antonio Mastri, Fabio Ciceroni, Alfiero Aguzzi, Armando Ginesi, Mariano Apa, p. Stefano Troiani, Andrea La Porta, Maria Stella Sguanci, Lucio Del Gobbo, Antonella Micaletti, Daniela Matteucci.

### Cataloghi di mostre collettive
- Mostra collettiva: Barbanti - Bedini - Feudo - Mariani - Patocchi - Scarpellini - Staglieno - Vitali, Galleria GIosi, Roma, 23 maggio - 1º giugno 1952.
- Angelani - Bedini - Mariani, da Romolo, Roma, 20 gennaio 1954.
- Angelani - Bedini, Galleria Il Pincio, Roma, 11/20 ottobre 1956 ( testi di CIpriano Efisio Oppo e Federico Ziceri).
- Mostra collettiva Angelani - Bedini - Della Bona - Gasparri - Gubellini - Nazzaro - Quaglia - Sortino, Galleria Babuinetta, Roma, novembre 1960.
- Artisti marchigiani a Ostra, Ostra 29 luglio - 15 agosto 1978 (testo di Giovanni Maria Farroni).
- Tolentino '92, Palazzo San Gallo, Tolentino, 4 settembre - 5 ottobre 1992, (testi di Armando Ginesi, Antonio Mele, Daniela Matteucci.

### Articoli di giornale
- Artisti che espongono alla "Vetrina d'arte", Roma, Il Messaggero, novembre 1950.
- Schiroli, Wilman. Pittori di ogni tendenza alla mostra regionale d'arte, Roma, Il Messaggero, marzo 1952.
- Miscia, E. Mostra collettiva da Giosi, Roma, Voce repubblicana, luglio 1952.
- Trucchi, Lorenza. Mostre, Roma, Il Momento, luglio 1952.
- Otto giovani artisti alla Galleria Giosi, Roma, L'opinione, 16 luglio 1952.
- Vice, Mostre romane d'arte - Otto giovani artisti alla Galleria Giosi, Roma, Il giornale d'Italia, luglio 1952.
- P.S., Roma, Il Messaggero, luglio 1952.
- P.G.,. Il significato della mostra degli incontri della gioventù, Ancona, Voce adriatica, 7 marzo 1953.
- Inaugurata dalle autorità ad Ancona la Mostra "Incontri della Gioventù", Il Giornale dell'Emilia, 1º marzo 1953.
- da Osimo, Bruno, Incontri della gioventù - Rassegna delle reclute d'arte che parteciperanno alle finali di Roma, Il Giornale dell'Emilia, estate 1953
- Scorza, Vittorio. Paolo Angelani e Tarcisio Bedini, Auditorium, ottobre 1956.
- Mostre romane - Bedini e Angelani alla Galleria il Pincio, Roma, Il Giornale d'Italia, ottobre 1956.
- Berenice, Sette Volante - Via del Babbuino, Roma, Paese Sera, ottobre 1956.
- Mostre romane - Angelani e Bedini al Pincio, Roma, Il Tempo, ottobre 1956.
- Vice, Le Mostre, Roma, Il giornale d'Italia, novembre 1960 16) Civis, Ricordo di un pittore: Tarcisio Bedini, Senigallia, La Voce Misena, novembre 1961.
- Farroni, G.M.F. Oggi si conclude la mostra del pittore Tarcisio Bedini, Ancona, Corriere Adriatico, 1968.
- Antologica omaggio di Tarcisio Bedini, Ancona, Corriere Adriatico, 25 luglio 1971.
- Inaugurata l'antologica di Bedini, Ancona, Corriere Adriatico, luglio 1971.
- Omaggio a Tarcisio Bedini, Ancona, Provincia di Ancona, luglio 1971. 21) Farroni, G.M.F. Ostra esalta l'opera del pittore Tarcisio Bedini, Ancona, Corriere Adriatico, 31 luglio 1971.
- Un comitato per ricordare Bedini, Ancona, La Gazzetta di Ancona, 23 aprile 1991.
- Ostra. Comitato per Bedini, Bologna, Carlino Marche, 23 aprile 1991.
- Costituito il comitato per ricordare il pittore Tarcisio Bedini a 30 anni dalla morte, Senigallia, La Voce Misena, 25 aprile 1991.
- Landi, Bruno. Ostra s'è mobilitata per ricordare Bedini, Ancona, Corriere Adriatico, 26 aprile 1991.
- Ostra ricorderà figura e opere di Tarcisio Bedini, Ancona, La Gazzetta di Ancona, 25 maggio 1991.
- Mostra antologica per ricordare Tarcisio Bedini, Ancona, La Gazzetta di Ancona, 26 aprile 1991.
- Landi, Bruno. Comitato ad Ostra per il trentennale di Tarcisio Bedini, Ancona, Corriere Adriatico, 5 giugno 1991.
- Landi, Bruno. Fondazione ad Ostra per ricordare Bedini, Ancona, Corriere Adriatico, 20 luglio 1991.
- Ostra celebrerà il grande artista Tarcisio Bedini, Ancona, La Gazzetta di Ancona, 25 luglio 1991.
- Ostra: pronta a nascere la "Fondazione Bedini", Ancona, La Gazzetta di Ancona, 20 agosto 1991.
- Landi, Bruno. Ostra terra di artisti, Ancona, Corriere Adriatico, 25 agosto 1991.
- Patrocinio per ricordare Bedini, Ancona, La Gazzetta di Ancona, 8 settembre 1991.
- Un'antologica dedicata a Tarcisio Bedini, Ancona, La Gazzetta di Ancona, 3 ottobre 1991.
- Alla riscoperta di Tarcisio Bedini, Bologna, Carlino Marche, 23 ottobre 1991.
- Apa, Mariano. Antogica di Tarcisio Bedini, Senigallia, La Voce Misena, 24 ottobre 1991.
- Ostra, serie di manifestazioni per ricordare Tarcisio Bedini, Ancona, La Gazzetta di Ancona, 9 novembre 1991.
- Forlani inaugura la mostra di Bedini, Ancona, La Gazzetta di Ancona, 23 novembre 1991.
- Coltorti, Attilio. Retrospettiva di Tarcisio Bedini. Nel malessere, Ancona, Corriere Adriatico, 23 novembre 1991.
- Severini, Aldo. La rivincita di Tarcisio Bedini, Ancona, La Gazzetta di Ancona, 27 novembre 1991.
- Elefante, Chiara. Quella strada per Roma, Ancona, Corriere Adriatico, 29 novembre 1991.
- Mostra Tarcisio Bedini: il plauso di Mastri, Ancona, La Gazzetta di Ancona, 10 dicembre 1991.
- Indimenticabile testimonianza di Tarcisio Bedini, Ancona, La Gazzetta di Ancona, 13 dicembre 1991.
- Bedini, Simone. Tarcisio Bedini, Ostra, Il Comune di Ostra, 2º-3º quadrimestre 1991.
- Le opere di Bedini da Ancona a Catanzaro, Ancona, La Gazzetta di Ancona, 2 gennaio 1992.
- La Porta, Andrea. Bedini e gli affreschi di Palazzo De Nobili, Catanzaro, Catanzaro notizie, gennaio 1992.
- Landi, Bruno. Per il trentennale di Bedini mostra nel palazzo Pericoli, Ancona, Corriere Adriatico, 13 febbraio 1992.
- Punzi, Vito. Bedini, 30 anni dopo, Fermo, La Voce delle Marche, 8 gennaio 1992.
- Punzi, Vito. Una importante riscoperta, Ancona, Ancona Provincia, febbraio 1992.
- Vitali, Rolando. Ostraestate '92, Ostra, Il Comune di Ostra, Numero 1/2 - 1º e 2º Quadrimestre 1992.
- Ad Ostra mostra Pro loco dedicata a Bedini, Ancona, Corriere Adriatico, 24 luglio 1992.
- In ricordo di Tarcisio Bedini, Ancona, Corriere Adriatico, 26 luglio 1992.
- Fa la festa Rossini la Biennale di Tolentino, Bologna, Il Resto del Carlino, 28 luglio 1992.
- Il Gotha della satira alla biennale Tolentino 92, Napoli, Il Mattino, 28 luglio 1992.
- Bedini e Ostra, Senigallia, La Voce Misena, 30 luglio 1992. 56) Pure gli umoristi celebrano Rossini, Bologna, Il Resto del Carlino, 4 agosto 1992.
- A Tolentino la biennale dell'umorismo, Secolo d'Italia, 7 agosto 1992.
- Tanto per ridere, Ancona, Corriere Adriatico, 12 agosto 1992.
- Biennale dell'umorismo. Nella nuova rassegna un omaggio a... Rossini, Macerata, La Gazzetta di Macerata, 20 agosto 1992.
- In attesa della Biennale del '93 si fa umorismo e satira su Rossini, Bologna, Il Resto del Carlino, 21 agosto 1992.
- La biennale dell'umorismo nell'arte di Tolentino, Il Secolo d'Italia, 22 agosto 1992.
- Gallenzi, Maura. "Tolentino 92": sarà la rassegna della caricatura con grandi firme, Roma, Il Messaggero, 22 agosto 1992.
- Tarcisio Bedini e Ostra, Ancona, Corriere Adriatico, 22 agosto 1992
- Anche l'umorismo festeggia Rossini, Roma, Il Manifesto, 26 agosto 1992.
- A Tolentino Melanton e le bambine di Cemak, Trieste, Trieste oggi, 27 agosto 1992.
- È arte anche saper far ridere disegnando solo caricature, Puglia, 27 agosto 1992.
- Umorismo a Tolentino, Roma, La Repubblica, 28 agosto 1992.
- Tolentino: a settembre la Biennale di caricatura, La Sesia, 28 agosto 1992.
- Gallenzi, Maura. Rossini in chiave satirica, Roma, Il Messaggero, 30 agosto 1992.
- Reverdini, Giorgio. Biennale internazionale dell'umorismo nell'arte, Il Venerdì d'arte, Anno IX n° 8 agosto/settembre 1992. 71) Biennale internazionale dell'umorismo nell'arte, Linus, settembre 1992.
- Lachen - eine Kunst?, Italien reise actuell, 1º settembre 1992. 73) Platea d'estate, Roma, La Repubblica, 1º settembre 1992.
- E tra le educande di Cemak spunta il faccione di Rossini, Vicenza, Nuova Vicenza, 1º settembre 1992.
- Cuccolini, Giulio. Caricature e musica, Mantova, La Gazzetta di Mantova, 1º settembre 1992.
- Simonetti, Carlo. Umorismo, attesa per Tolentino '92, Bologna, Il Resto del Carlino, 2 settembre 1992.
- P., A. Intense caricature e agrodolci bozzetti, Qui giovani, 4 settembre 1992.
- Ferrazzoli, Marco. Scusi che sapone usa per la pulizia morale?, Il Secolo d'Italia, 4 settembre 1992.
- L'umorismo nell'arte, L'agenzia di viaggi, 4 settembre 1992. 80) Vignaroli, Maurizio. Biennale internazionale dell'Umorismo nell'arte, Il Gazzettino dell'Umbria, 5 settembre 1992.
- G., M. Le nuove frontiere dell'umorismo, Roma, Il Messaggero, 5 settembre 1992.
- Biennale Internazionale dell'Umorismo nell'arte, Paese Sera, 5 settembre 1992.
- Gallenzi, Maura. Tolentino/ Rassegna Umorismo, Roma, Il Messaggero, 6 settembre 1992.
- L'umorismo, Torino, La Stampa, 7 settembre 1992.
- P., C. Un umorismo doc, Ancona, Corriere Adriatico, 8 settembre 1992.
- S., C. Parata di umoristi a "Tolentino '92", Bologna, Il Resto del Carlino, 8 settembre 1992.
- Risate non-stop con satira e umorismo, Macerata, La Gazzetta di Macerata, 8 settembre 1992.
- Umorismo e caricature in mostra a "Tolentino '92", Vicenza, Nuova Vicenza, 10 settembre 1992.
- Non ci resta che ridere, Roma, Il Venerdì supplemento Repubblica, 11 settembre 1992.
- Gallenzi, Maura. Arriva Federico Zeri, Roma, Il Messaggero, 12 settembre 1992.
- G., M. Centro studi sulla satira a Tolentino, Roma, Il Messaggero, 13 settembre 1992. 92) Cialini, Giulio. E l'Italia sorride a Tolentino, La Nazione, 13 settembre 1992.
- Risate in mostra a Tolentino, Amica, 14 settembre 1992.
- Zeri, "la satira è arte", Ancona, Corriere Adriatico, 15 settembre 1992.
- Elefante, Chiara. Nel riso la saggezza, Ancona, Corriere Adriatico, 15 settembre 1992.
- "Tolentino '92", La Voce della Fiera, 18 settembre 1992.
- Liuti, Giancarlo. Risate sapienti, Bologna, Il Resto del Carlino, 22 settembre 1992.
- Mattei, Guerrino. "Tolentino '92" rende omaggio a Rossini, Ore 12 Il Globo, 27/28 settembre 1992.
- "Tolentino '92", La Pleiade, n° 3 1992.
- Cantarini, Bruno. Abbiamo visto, Ancona, Ancona Provincia, dicembre 1992.
- Camilli, Aminto. Tempi supplementari per la mostra "Salvi", Ancona, Corriere Adriatico, 25 agosto 1994.
- Greci, Patrizia. Rassegna Salvi, L'Azione, 16 luglio 1994. 103) Anselmi, Anna Chiara. Ritratti e paesaggi della Sabina, Mondo Sabino, n° 36 24 settembre 1994.
- Mancini, Angelo. Taccuino d'arti, Monterotondo, Monterotondo oggi, 30 luglio 1994.
- Landi, Bruno. La pittura e le cose, Ancona, Corriere Adriatico, 13 ottobre 1998.

### Servizi radiofonici e televisivi
- Mariani, Valerio. da "Bello e brutto", RAI Radiotelevisione Italiana, Sede di Roma, ottobre 1956.
- Montanari, Walter, Mostra Atelier dell'Arco Amoroso di Ancona, TGR - Edizione delle Marche, RAI Radiotelevisione Italiana, Sede di Ancona, 24 novembre 1991.
- Camilleri, Giuseppe. Bedini e Ostra, TGR - Edizione delle Marche, RAI Radiotelevisione Italiana, Sede di Ancona, 2 agosto 1992.